# Neauphe-sur-Dive
Neauphe-sur-Dive è un comune francese di 141 abitanti situato nel dipartimento dell'Orne nella regione della Normandia.

## Società

### Evoluzione demografica
Abitanti censiti